# Temporada 1983-84 de los New Jersey Nets
La temporada 1983-84 fue la octava de los New Jersey Nets en la NBA, tras la fusión de la liga con la ABA, donde había jugado nueve temporadas, y la séptima en su ubicación en Nueva Jersey. La temporada regular acabó con 45 victorias y 37 derrotas, ocupando el cuarto puesto de la conferencia Este, clasificándose para los playoffs, donde cayeron en semifinales de conferencia ante los Milwaukee Bucks.

## Elecciones en elDraft
| Ronda | Puesto | Jugador         | Posición  | Nacionalidad   | Universidad  |
| ----- | ------ | --------------- | --------- | -------------- | ------------ |
| 2     | 44     | Horace Owens    | Escolta   | Estados Unidos | Rhode Island |
| 3     | 59     | Bruce Kuczenski | Ala-Pívot | Estados Unidos | Connecticut  |

## Temporada regular
| División Atlántico   | División Atlántico | División Atlántico | División Atlántico | División Atlántico | División Atlántico | División Atlántico | División Atlántico | División Atlántico |
| Equipo               | G                  | P                  | %                  | PD                 | Casa               | Fuera              | Div                |                    |
| -------------------- | ------------------ | ------------------ | ------------------ | ------------------ | ------------------ | ------------------ | ------------------ | ------------------ |
| y-Boston Celtics     | 62                 | 20                 | .756               | –                  | 33–8               | 29–12              | 13–11              |                    |
| x-Philadelphia 76ers | 52                 | 30                 | .634               | 10                 | 32–9               | 20–21              | 15–9               |                    |
| x-New York Knicks    | 47                 | 35                 | .573               | 15                 | 29–12              | 18–23              | 12–12              |                    |
| x-New Jersey Nets    | 45                 | 37                 | .549               | 17                 | 29–12              | 16–25              | 12–12              |                    |
| x-Washington Bullets | 35                 | 47                 | .427               | 27                 | 25–16              | 10–31              | 8–16               |                    |

## Playoffs

### Primera ronda
Philadelphia 76ers vs. New Jersey Nets 
| Fecha       | Partido                                     | Ciudad          |
| ----------- | ------------------------------------------- | --------------- |
| 18 de abril | Philadelphia 76ers 101, New Jersey Nets 116 | Philadelphia    |
| 20 de abril | Philadelphia 76ers 102, New Jersey Nets 116 | Philadelphia    |
| 22 de abril | New Jersey Nets 100, Philadelphia 76ers 108 | East Rutherford |
| 24 de abril | New Jersey Nets 102, Philadelphia 76ers 110 | East Rutherford |
| 26 de abril | Philadelphia 76ers 98, New Jersey Nets 101  | Philadelphia    |
|             | New Jersey Nets gana las series 3-2         |                 |

### Semifinales de Conferencia
Milwaukee Bucks vs. New Jersey Nets
| Fecha       | Partido                                  | Ciudad       |
| ----------- | ---------------------------------------- | ------------ |
| 29 de abril | Milwaukee Bucks 100, New Jersey Nets 106 | Milwaukee    |
| 1 de mayo   | Milwaukee Bucks 98, New Jersey Nets 94   | Milwaukee    |
| 3 de mayo   | New Jersey Nets 93, Milwaukee Bucks 100  | Nueva Jersey |
| 5 de mayo   | New Jersey Nets 106, Milwaukee Bucks 99  | Nueva Jersey |
| 8 de mayo   | Milwaukee Bucks 94, New Jersey Nets 82   | Milwaukee    |
| 10 de mayo  | New Jersey Nets 97, Milwaukee Bucks 98   | Nueva Jersey |
|             | Milwaukee Bucks gana las series 4-2      |              |

## Estadísticas
| Rk | Jugador                | Edad | P  | PT | MP   | TC  | TCI  | %TC  | T3  | T3I | %T3  | TL  | TLI | %TL  | RO  | RD  | RT   | AS  | RB  | TAP | BP  | FP  | PTS  |
| -- | ---------------------- | ---- | -- | -- | ---- | --- | ---- | ---- | --- | --- | ---- | --- | --- | ---- | --- | --- | ---- | --- | --- | --- | --- | --- | ---- |
| 1  | Buck Williams          | 23   | 81 | 81 | 37.1 | 6.1 | 11.4 | .535 | 0.0 | 0.0 | .000 | 3.5 | 6.1 | .570 | 4.4 | 8.0 | 12.3 | 1.6 | 1.0 | 1.5 | 2.9 | 3.7 | 15.7 |
| 2  | Otis Birdsong          | 28   | 69 | 57 | 31.4 | 8.4 | 16.6 | .508 | 0.1 | 0.3 | .250 | 2.8 | 4.6 | .608 | 1.1 | 1.4 | 2.5  | 3.9 | 1.2 | 0.2 | 2.5 | 2.6 | 19.8 |
| 3  | Darryl Dawkins         | 27   | 81 | 80 | 29.8 | 6.3 | 10.6 | .593 | 0.0 | 0.1 | .400 | 4.2 | 5.7 | .735 | 2.0 | 4.7 | 6.7  | 1.5 | 0.7 | 1.7 | 2.9 | 4.8 | 16.8 |
| 4  | Micheal Ray Richardson | 28   | 48 | 25 | 26.8 | 5.1 | 11.0 | .460 | 0.3 | 1.2 | .241 | 1.6 | 2.3 | .704 | 1.2 | 2.4 | 3.6  | 4.5 | 2.1 | 0.4 | 2.5 | 3.3 | 12.0 |
| 5  | Albert King            | 24   | 79 | 53 | 26.6 | 5.9 | 12.0 | .492 | 0.0 | 0.3 | .136 | 2.9 | 3.7 | .786 | 1.6 | 3.3 | 4.9  | 2.6 | 1.2 | 0.4 | 2.6 | 3.3 | 14.7 |
| 6  | Kelvin Ransey          | 25   | 80 | 50 | 24.2 | 3.8 | 8.8  | .434 | 0.1 | 0.4 | .219 | 1.8 | 2.3 | .792 | 0.4 | 1.2 | 1.6  | 6.0 | 1.1 | 0.1 | 1.8 | 2.3 | 9.5  |
| 7  | Darwin Cook            | 25   | 82 | 31 | 22.8 | 3.7 | 8.4  | .443 | 0.1 | 0.6 | .239 | 1.2 | 1.5 | .754 | 0.6 | 1.3 | 1.9  | 4.3 | 2.0 | 0.4 | 1.7 | 2.2 | 8.7  |
| 8  | Mike Gminski           | 24   | 82 | 2  | 20.2 | 2.9 | 5.6  | .513 | 0.0 | 0.0 | .000 | 1.8 | 2.2 | .799 | 2.0 | 3.3 | 5.3  | 1.1 | 0.5 | 0.9 | 1.5 | 2.0 | 7.6  |
| 9  | Mike O'Koren           | 25   | 73 | 25 | 16.3 | 2.5 | 5.3  | .483 | 0.1 | 0.4 | .179 | 0.7 | 1.2 | .609 | 1.0 | 1.4 | 2.4  | 1.3 | 0.5 | 0.2 | 1.0 | 2.0 | 5.9  |
| 10 | Bill Willoughby        | 26   | 67 | 2  | 14.0 | 1.9 | 3.9  | .481 | 0.0 | 0.1 | .000 | 0.8 | 0.9 | .873 | 1.1 | 1.8 | 2.9  | 0.8 | 0.3 | 0.4 | 0.8 | 1.6 | 4.5  |
| 11 | Reggie Johnson         | 26   | 72 | 4  | 11.4 | 1.8 | 3.6  | .496 | 0.0 | 0.0 | .000 | 1.3 | 1.8 | .730 | 0.7 | 1.2 | 1.9  | 0.6 | 0.3 | 0.3 | 0.8 | 2.0 | 4.8  |
| 12 | Foots Walker           | 32   | 34 | 0  | 11.1 | 0.9 | 2.6  | .356 | 0.1 | 0.1 | .400 | 0.7 | 0.8 | .889 | 0.2 | 0.7 | 0.9  | 2.4 | 0.6 | 0.1 | 0.9 | 1.1 | 2.6  |
| 13 | Bruce Kuczenski        | 22   | 7  | 0  | 4.0  | 0.6 | 1.7  | .333 | 0.0 | 0.0 |      | 0.4 | 0.9 | .500 | 0.4 | 0.7 | 1.1  | 0.6 | 0.0 | 0.0 | 0.3 | 0.4 | 1.6  |
| 14 | Mark Jones             | 22   | 6  | 0  | 2.7  | 0.5 | 1.0  | .500 | 0.0 | 0.2 | .000 | 0.2 | 0.3 | .500 | 0.3 | 0.0 | 0.3  | 0.8 | 0.0 | 0.0 | 0.3 | 0.3 | 1.2  |

## Galardones y récords
| Jugador       | Galardón |
| Otis Birdsong | All-Star |